# Мордад
Мордад (перс. مرداد‎) — пятый месяц иранского календаря, состоит из 31 дня. В григорианском календаре соответствует 23 июля — 22 августа в невисокосных годах или 22 июля — 21 августа в високосных. Мордад — второй месяц лета. 
Название происходит от среднеперсидского 'Amurdad' и авестийского 'Ameretat', зороастрийского божества бессмертия.